# Jean Montréal du Bar
Jean Montréal du Bar (Fra' Moriale chez les Hospitaliers ou Giovanni Moriale d'Albarno en italien), né vers 1303 au Bar-sur-Loup et mort le 29 août 1354 à Rome, est un mercenaire français et condottiere actif en Italie au XIVe siècle.

## Biographie
Jean Montréal du Bar né au Bar-sur-Loup près de Grasse est le neveu du frère hospitalier Isnard du Bar,  prieur de Capoue et commandeur d'Aix-en-Provence. Comme son oncle, il rejoint l'ordre de Saint-Jean de Jérusalem. Il arrive en Italie autour de 1345, et se bat pour Louis Ier de Hongrie lors des guerres de succession pour le royaume de Naples. Ce dernier le nomme prieur de Hongrie contre l'avis de l'Ordre qui avait désigné le frère Baudoin Cornuti pour succéder au frère Pierre Cornuti en 1348 ou 1349. Frà' Moriale en profita pour dérober le sceau du prieur et aliéner de nombreuses propriétés de l'Ordre.
En 1349, il rejoint Werner von Urslingen dans la Grande Compagnia. Il a longtemps été à la solde des États pontificaux. 
En 1352, Galeotto Malatesta l'a assiégé à Aversa où Moriale avait amassé un trésor important grâce à des pillages accumulés pendant des années. Forcé de se rendre, il fut autorisé à sortir vivant d'Aversa en échange de toute sa fortune.
Pendant la Campagna della Marca (1353), les exactions de sa compagnie ont été tellement effrayantes que l'évêque de Camerino, pendant une homélie le compara à l'Antéchrist[réf. incomplète]. 
Après la mort de von Urslingen (1354), il refonde la Grande Compagnia avec des mercenaires allemands, italiens et provençaux. Avec son cousin, Bertrand de La Motte, il a combattu en Toscane et en Romagne dans l'espoir de constituer un État pour lui-même. 
Il quitte la Grande Compagnia pour secourir ses frères, Annebald et Breton, eux aussi condottières qui étaient en conflit avec Cola di Rienzo à qui ils avaient prêté une forte somme d'argent. Ayant proféré des injures et des menaces envers Cola di Rienzo, il est arrêté avec ses frères et condamné à mort. Il a été décapité sur la place du Capitole le 29 août 1354 et enterré dans la Basilique Santa Maria in Aracoeli.

## Organisation
Fra Moriale se trouva à la tête de 7 000 cavaliers et 1 500 soldats à pied auxquels s'ajoutèrent une troupe de 2 000 femmes et serviteurs dont certains participaient au combat ou étaient chargés d'exécuter les blessés après les avoir dépouillées. Cela l'obligea à concevoir un véritable gouvernement autour de lui avec des services administratifs, un service juridique employant des notaires pour enregistrer les créances et les emprunts, des juristes validant les prestations de serment et de fidélité et les engagements, un trésorier et des comptables qui géraient la répartition des prises et des rançons. 
Son armée était composée de nombreux arbalétriers disciplinés et très bien encadrés. De fait, il put souvent rançonner les villes sans avoir à les attaquer tant lui et ses troupes engendraient la peur. Sienne et Pise lui versèrent 16 000 florins, Florence 25 000 et Rimini 50 000 pour ne pas être attaquées. Par ailleurs il reçut 150 000 florins pour mener la guerre contre Florence.

## Sources
- (en) Zsolt Hunyadi, « Hungarian-Slavonian hospitaller priors », dans The Military Orders : Politics and Power, vol. 5, 2017 (ISBN 978-1-3515-4250-0, présentation en ligne)
- (it) Gabriele Petromilli, Fra Moriale anticristo della Marca : una vicenda del Trecento, la pagina piu terribile della storia medievale della Marca, Edizioni M.I.R, 2009
- (en) Anthony Luttrell, Studies on the Hospitallers After 1306 : Rhodes and the West, Aldershot, Asghate Ltd., 2007, 384 p. (ISBN 978-0-7546-5921-1 et 0-7546-5921-6, présentation en ligne)
- Abbé C. Nicolas, « Histoire des grands prieurs et du prieuré de Saint-Gilles par M. Jean Raybaud, avocat et archivaire de ce prieuré : tome I », Mémoires de l'Académie de Nîmes, t. XXVII,‎ 1904, p. 147-446 (2o partie), lire en ligne sur Gallica